# Charles Altura
Charles Franklin Altura (* 1981 in Kalifornien) ist  ein US-amerikanischer Fusion- und Jazzgitarrist.

## Leben und Wirken
Altura studierte Anthropologie an der Stanford University und arbeitet seit Ende der 2000er-Jahre u. a. mit Stanley Clarke, Ambrose Akinmusire (The Imagined Savior Is Far Easier to Paint, 2014), Terence Blanchard (Breathless, 2015), Chick Corea (The Vigil, 2013), Tobias Meinhart (Silent Dreamer, 2017), Tigran Hamasyan, Linda Oh und Dayna Stephens sowie mit eigenen Formationen. Im Bereich des Jazz war er zwischen 2008 und 2016 an neun Aufnahmesessions beteiligt. Gegenwärtig (2019) spielt er im Harish Raghavan Quintet.